# ملتقى (طبق)
ملتقى مطعم مغربي يقع بمقاطعة كولومبيا البريطانية في مدينة فانكوفر الكندية، يُقدِّم المأكولات المغربية.